# Chris Babb
Chris Babb (Topeka, Kansas, 14 de febrero de 1990) es un jugador de baloncesto estadounidense que pertenece a la plantilla del BCM Gravelines de la Pro A francesa. Con 1,96 metros de estatura, juega en la posición de escolta. Es hermano del también jugador profesional Nick Weiler-Babb.

## Trayectoria deportiva

### Universidad
Jugó dos temporadas con los Nittany Lions de la Universidad Estatal de Pensilvania, en las que promedió 6,0 puntos, 1,4 asistencias y 2,1 rebotes por partido. En su primera temporada en el equipo lograron ganar el NIT, anotando Babb dobles figuras en dos de los partidos del torneo.
Fue transferido en 2010 a los Cyclones de la Universidad Estatal de Iowa, pasando el correspondiente año en blanco en su condición de redshirt, como marcan las normas de la NCAA. Jugó dos temporadas más con los Cyclones, en las que promedió 8,4 puntos, 3,8 rebotes y 1,9 asistencias por partido, siendo incluido en 2013 en el mejor quinteto defensivo de la Big 12 Conference.

### Profesional
Tras no ser elegido en el Draft de la NBA de 2013, jugó la NBA Summer League con los Phoenix Suns. el 30 de septiembre fichó por los Boston Celtics, pero fue descartado antes del comienzo de la temporada. Días después fichó por los Maine Red Claws de la NBA D-League como jugador afiliado. Allí completó la temporada, promediando 12,0 puntos, 6,2 rebotes y 3,4 asistencias por partido, lo que le valió para ser incluido en los terceros mejores quintetos de rookies y defensivo de la NBA D-League.
Mientras jugaba en los Claws, en febrero de 2014 fue reclamado por los Boston Celtics, con quienes firmó sendos contratos consecutivos por diez días. Disputó un total de 14 partidos, en los que promedió 1,6 puntos y 1,2 rebotes.
En julio de 2014 disputó la NBA Summer League con los Celtics, pero tras ser descartado, volvió a los Red Claws.
El 4 de octubre de 2021, firma por el Bnei Herzliya de la Ligat ha'Al.
El 12 de noviembre de 2023 firmó con el BCM Gravelines de la Pro A francesa. El 8 de julio de 2024 renovó por una temporada más.

## Estadísticas de su carrera en la NBA

### Temporada regular
| Año     | Equipo | PJ | PT | MPP | %TC  | %3P  | %TL  | RPP | APP | ROB | TPP | PPP |
| ------- | ------ | -- | -- | --- | ---- | ---- | ---- | --- | --- | --- | --- | --- |
| 2013-14 | Boston | 14 | 0  | 9.4 | .267 | .222 | .000 | 1.2 | .2  | .4  | .0  | 1.6 |
| Total   | Total  | 14 | 0  | 9.4 | .267 | .222 | .000 | 1.2 | .2  | .4  | .0  | 1.6 |